# Slezské Rudoltice (stacja kolejowa)
Slezské Rudoltice (niem. Rosswald) – stacja kolei wąskotorowej w Slezskych Rudolticach, w kraju morawsko-śląskim, w Czechach. Znajduje się na wysokości 285 m n.p.m. i leży na wąskotorowej linii kolejowej nr 298. Powstała wraz z otwarciem linii w 1898 roku. Naprzeciwko budynku stacji znajduje się studnia, będąca źródłem wody dla parowozów. W obrębie stacji dawniej znajdowała się też ładownia.